# 道尔吉·奥德巴亚尔
道尔吉·奥德巴亚尔（1967年—）蒙古族，蒙古东方省喬巴山人，蒙古国政治人物。

## 生平
奥德巴亚尔1967年生于乔巴山，1985年自东方省第一中学毕业。1985-1987年在莫斯科人道主义研究所（今莫斯科青年大学）学习，1992年自蒙古国立大学毕业，後在印度班加罗尔国立法律大学、保加利亞科學院下屬的国际关系学院进修。
2004年，奥德巴亚尔作为蒙古人民革命党候选人在东方省第16选区当选国家大呼拉尔委员。2004年，国家大呼拉尔委员奥德巴亚尔当选为国家大呼拉尔法律常设委员会主席。2006年1月，被任命为蒙古国法律和内务部部长。
2016年，他任蒙古宪法法院法官。